# Virtuale (album)
Virtuale è un EP dei cantanti Mauro Matta e Viola Valentino pubblicato dall'etichetta musicale Crisler il 1 gennaio 2004.

## Tracce
1. Virtuale
2. Duello
3. Virtuale

## Nota
- I due brani saranno inseriti anche nella raccolta di Viola Valentino Le mie più belle canzoni del 2006.